# Parafia Najświętszej Maryi Panny Częstochowskiej w Kosmolowie
Parafia Najświętszej Maryi Panny Częstochowskiej w Kosmolowie – parafia rzymskokatolicka, znajdująca się w diecezji sosnowieckiej, w dekanacie XXI – Najświętszego Serca Pana Jezusa w Sułoszowej.